# 24-Stunden-Rennen von Spa-Francorchamps 1938

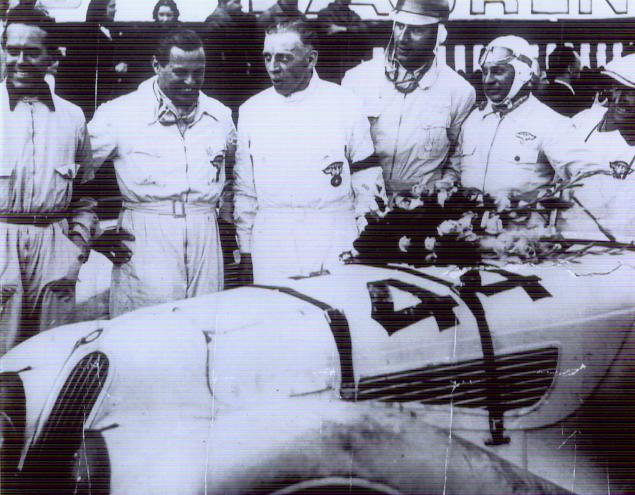
Vier der sechs BMW-Werkspiloten – Paul Heinemann, Max zu Schaumburg-Lippe, Ralph Roese und Adolf Brudes – vor dem BMW 328 mit der Startnummer 44

Das zwölfte 24-Stunden-Rennen von Spa-Francorchamps, auch Belgian Touring Car Grand Prix, 24 heures de Spa, Spa-Francorchamps, fand am 9. und 10. Juli 1938 auf dem Circuit de Spa-Francorchamps statt.

## Das Rennen
Nach einem Jahr Pause gab es 1938 wieder ein 24-Stunden-Rennen auf der Rennstrecke von Spa. Es war das letzte Rennen vor Beginn des Zweiten Weltkriegs. Erst 1948, ein Jahr früher als das 24-Stunden-Rennen von Le Mans, fand auf dem Circuit de Spa-Francorchamps wieder ein Langstreckenrennen statt. Die Fahrer erlebten 1938 das schlechte Ardennenwetter, das noch viele Rennen in Spa prägte. Langanhaltender starker Regen wechselte sich mit Hagelschauern und Nebel ab. Besonders betroffen waren die Fahrer der offenen Roadster, die in ihrer leichten Kleidung dem Regen fast ungeschützt ausgesetzt waren. Nur die Piloten der Rennlimousinen von Adler und der Lancia Aprilias konnten sich über ein Fahrzeugdach freuen. 
Zwei Werkswagen meldete die neue Rennabteilung von Alfa Romeo. Nach dem Ende der Zusammenarbeit mit der Scuderia von Enzo Ferrari und dem Abgang von Vittorio Jano, der das Unternehmen 1937 nach einem Streit mit Direktor Ugo Gobbato verlassen hatte, wickelte Alfa Corse die Renneinsätze ab. Die beiden Alfa Romeo 8C 2900 mit Kompressor fuhren Carlo Pintacuda, Francesco Severi, Raymond Sommer und Clemente Biondetti. Aus dem Deutschen Reich kamen drei Adler-Trumpf-Rennlimousinen mit der auffallenden Stromlinienkarosserie und drei zweisitzige BMW-328-Roadster. Ein interessantes Fahrzeug brachte die Hannoversche Maschinenbau AG nach Spa. Der Hanomag Sport Diesel hatte einen 1,8-Liter-Diesel-Reihenmotor und war eines der ersten Rennfahrzeuge mit dieser Motorenbauart in einem Sportwagenrennen. Drei Lancia Aprilia meldete der Belgier Marc Tounquet; Amédée Gordini fuhr ein Simca-8-Cabriolet gemeinsam mit José Scaron und Louis Gérard einen 3-Liter-Delage Type D.6.70 mit Partner Georges Monneret.
Der starke Regen verhinderte von Beginn an ein abwechslungsreiches Rennen, da die Fahrer der in Führung liegenden Werks-Alfa-Romeo und des ihnen folgenden Delage mit wenig Risiko Runde um Runde um den Kurs fuhren. Fast alle Ausfälle waren die Folge von Unfällen, die für die Delahaye-Piloten Robert Mazaud und Eugène Chaboud mit Verletzungen endeten. Einen der wenigen technischen Defekte betraf den Alfa Romeo von Sommer/Biondetti, der mit einem Schaden an der Kraftübertragung abgestellt werden musste. Am Sonntagvormittag ging ein Hagelsturm über der Strecke nieder, worauf viele Fahrzeuge an die Boxen kamen und am Schluss nur mehr zum Erreichen der pro Rennwagen vorgeschriebenen Mindestdistanz wieder auf die Fahrbahn kamen. 
Pintacuda und Serveri erzielten den siebten Alfa-Romeo-Sieg in Spa und gewannen mit einer Runde Vorsprung auf den Delage von Gérard und Monneret. Dahinter platzierten sich die drei BMW, die jeweils 180 Runden fuhren.

## Ergebnisse

### Schlussklassement
| 1               | + 4.0 | 4  | Alfa Corse                   | Carlo Pintacuda Francesco Severi              | Alfa Romeo 8C 2900B compr. | 201 |
| 2               | 4.0   | 18 | Louis Gérard                 | Louis Gérard Georges Monneret                 | Delage Type D.6.70         | 200 |
| 3               | 2.0   | 42 | BMW Werke                    | Max zu Schaumburg-Lippe Ralph Roese           | BMW 328                    | 180 |
| 4               | 2.0   | 44 | BMW Werke                    | Paul Heinemann Adolf Brudes                   | BMW 328                    | 180 |
| 5               | 2.0   | 46 | BMW Werke                    | Willi Briem Rudolf Scholtz                    | BMW 328                    | 180 |
| 6               | 2.0   | 34 | Adler Werke                  | Huschke von Hanstein Heinz Graf von der Mühle | Adler Trumpf Rennlimousine | 171 |
| 7               | 2.0   | 30 | Adler Werke                  | Otto Löhr Paul von Guilleaume                 | Adler Trumpf Rennlimousine | 170 |
| 8               | 1.1   | 60 | Equipe Gordini               | Amédée Gordini José Scaron                    | Simca 8                    | 162 |
| 9               | 1.5   | 54 | Marcel Tounquet              | G. Réano Humblet                              | Lancia Aprilia             | 160 |
| 10              | 1.5   | 52 | Marcel Tounquet              | Frédéric Théllusson Ernest André              | Lancia Aprilia             | 158 |
| 11              | 1.5   | 50 | Marcel Tounquet              | Franz Gouvion G. Guerrini                     | Lancia Aprilia             | 158 |
| 12              | 1.1   | 66 | Equipe Gordini               | Angelo Molinari Adrien Alin                   | Fiat 508S Balilla          | 144 |
| 13              | 2.0   | 38 | Hannoversche Maschinenbau AG | Karl Haeberle W. Scholle                      | Hanomag Sport Diesel       | 133 |
| 14              | 4.0   | 20 | Max Thirion                  | Max Thirion Franz Breyre                      | Alfa Romeo 8C 2300         | 113 |
| Ausgefallen     |       |    |                              |                                               |                            |     |
| 15              | + 4.0 | 2  | Alfa Corse                   | Raymond Sommer Clemente Biondetti             | Alfa Romeo 8C 2900B        |     |
| 16              | 4.0   | 8  | Robert Mazaud                | Robert Mazaud Jacques Ravenal                 | Delahaye 135CS             |     |
| 17              | 4.0   | 12 | Eugène Chaboud               | Jean Trémoulet Eugène Chaboud                 | Delahaye 135CS             |     |
| 18              | 4.0   | 16 | Pierre Levegh                | Pierre Levegh Jean Trévoux                    | Talbot Lago 150C           |     |
| 19              | 2.0   | 32 | Adler Werke                  | Rudolph Sauerwein Petar Graf Orssich          | Adler Trumpf Rennlimouse   |     |
| 20              | 2.0   | 36 |                              | de Serret Deltandre                           | Impéria                    |     |
| 21              | 1.5   | 56 | Ernest Stapleton             | Ernest Stapleton T. M. Gay                    | Aston Martin Ulster        |     |
| 22              | 1.1   | 62 | Equipe Gordini               | Jean Viale Jean Breillet                      | Simca 8                    |     |
| 23              | 1.1   | 64 | Equipe Gordini               | Georges Sarret Albert Debille                 | Simca 6                    |     |
| 24              | 1.1   | 68 |                              | Claude Bonneau Hagebaum                       | MG PB                      |     |
| Nicht gestartet |       |    |                              |                                               |                            |     |
| 25              | 2.0   | 40 |                              | Alphonse de Burnay Charles Druck              | MG                         | 1   |

1 nicht gestartet

### Nur in der Meldeliste
Hier finden sich Teams, Fahrer und Fahrzeuge, die ursprünglich für das Rennen gemeldet waren, aber aus den unterschiedlichsten Gründen daran nicht teilnahmen.
| Pos. | Klasse | Nr. | Team               | Fahrer             | Chassis      |
| ---- | ------ | --- | ------------------ | ------------------ | ------------ |
| 26   | 4.0    |     | T.A.S O. Mathieson | T.A.S O. Mathieson | Talbot T150C |

### Klassensieger
| Klasse | Fahrer               | Fahrer           | Fahrzeug                   | Platzierung im Gesamtklassement |
| ------ | -------------------- | ---------------- | -------------------------- | ------------------------------- |
| + 4.0  | Carlo Pintacuda      | Francesco Severi | Alfa Romeo 8C 2900A Compr. | Gesamtsieg                      |
| 4.0    | Louis Gérard         | Georges Monneret | Delage D6-70               | Rang 2                          |
| 2.0    | Max Schaumburg-Lippe | Ralph Roese      | BMW 328                    | Rang 3                          |
| 1.5    | G. Réano             | Humblet          | Lancia Aprilia             | Rang 9                          |
| 1.1    | Amédée Gordini       | José Scaron      | Simca 8                    | Rang 8                          |

### Renndaten
- Gemeldet: 26
- Gestartet: 24
- Gewertet: 14
- Rennklassen: 5
- Zuschauer: unbekannt
- Wetter am Renntag: Regen, Nebel und Hagelsturm
- Streckenlänge: 14,914 km
- Fahrzeit des Siegerteams: 24:02:45,000 Stunden
- Gesamtrunden des Siegerteams: 201
- Gesamtdistanz des Siegerteams: 2996,632 km
- Siegerschnitt: 124,859 km/h
- Pole Position: unbekannt
- Schnellste Rennrunde: Raymond Sommer – Alfa Romeo 8C 2900B (#2)
- Rennserie: zählte zu keiner Rennserie